# روس إيكلس
روس إيكلس (بالإنجليزية: Ross Eccles)‏ هو رسام بريطاني، ولد في 13 نوفمبر 1937 في بلاكبرن في المملكة المتحدة.